# Hicham Ier (Omeyyade)
Pour les articles homonymes, voir Hicham.

Abû al-Walîd  Hichâm “ar-Ridâ” ben `Abd ar-Rahmân ou Hichâm Ier (arabe : أبو الوليد هشام "الرضا" بن عبد الرحمن) est le fils d'`Abd ar-Rahmân Ier, fondateur de la dynastie des émirs omeyyades de Cordoue. Il est né le 26 avril 757, a succédé à son père en octobre 788 et est mort le 12 juin 796 à 39 ans.

## Biographie
Selon une légende, Abd al-Rahman Ier aurait hésité entre ses deux fils Suleyman et Hicham pour désigner son successeur. Après une discrète enquête, il aurait rejeté Suleyman, entouré de flatteurs et de débauchés, pour choisir Hicham, beaucoup mieux entouré. Que cette légende soit fondée ou non, il est établi que Suleyman n’accepta pas son éviction et se révolta dès l’avènement de Hicham Ier. Les deux armées s’affrontèrent près de Jaén, où Suleyman fut défait avant de se replier à Tolède. Après deux mois de siège, il fut contraint à la reddition. Hicham lui épargna la vie, lui accorda une somme de 60 000 dinars et l’exila au Maghreb. Il s’agit de la seule révolte notable survenue durant le règne de Hicham Ier.
Hicham profita du calme intérieur pour lancer plusieurs guerres saintes contre les chrétiens : 
- en 791 contre le roi Bermude Ier des Asturies, qu'il bat à Burbia.
- en 793 contre le duc franc Guillaume de Gellone, qu'il bat sur les rives de l'Orbieu près de Narbonne.
- en 794, 795 et 796, plusieurs expéditions de pillage dans le royaume des Asturies.

Ce sont en fait des actions de guérilla, où chacun cherche à épuiser économiquement son adversaire et à rapporter du butin.
À Cordoue, Hicham Ier poursuit l’œuvre de son père en achevant la construction de la grande mosquée, à laquelle il ajoute des salles d’ablution ainsi qu’un minaret. Il fait également restaurer le pont romain sur le Guadalquivir. Son règne est marqué par plusieurs mesures appréciées de la population, notamment une réforme fiscale visant à abolir les impôts contraires aux prescriptions coraniques. Il met également en place une garde de nuit composée de citoyens réputés pour leur intégrité, chargée de maintenir l’ordre public. Les amendes infligées aux fauteurs de troubles sont ensuite redistribuées aux plus démunis.
Durant son règne, les musulmans andalous adoptèrent le malékisme comme madhhab.

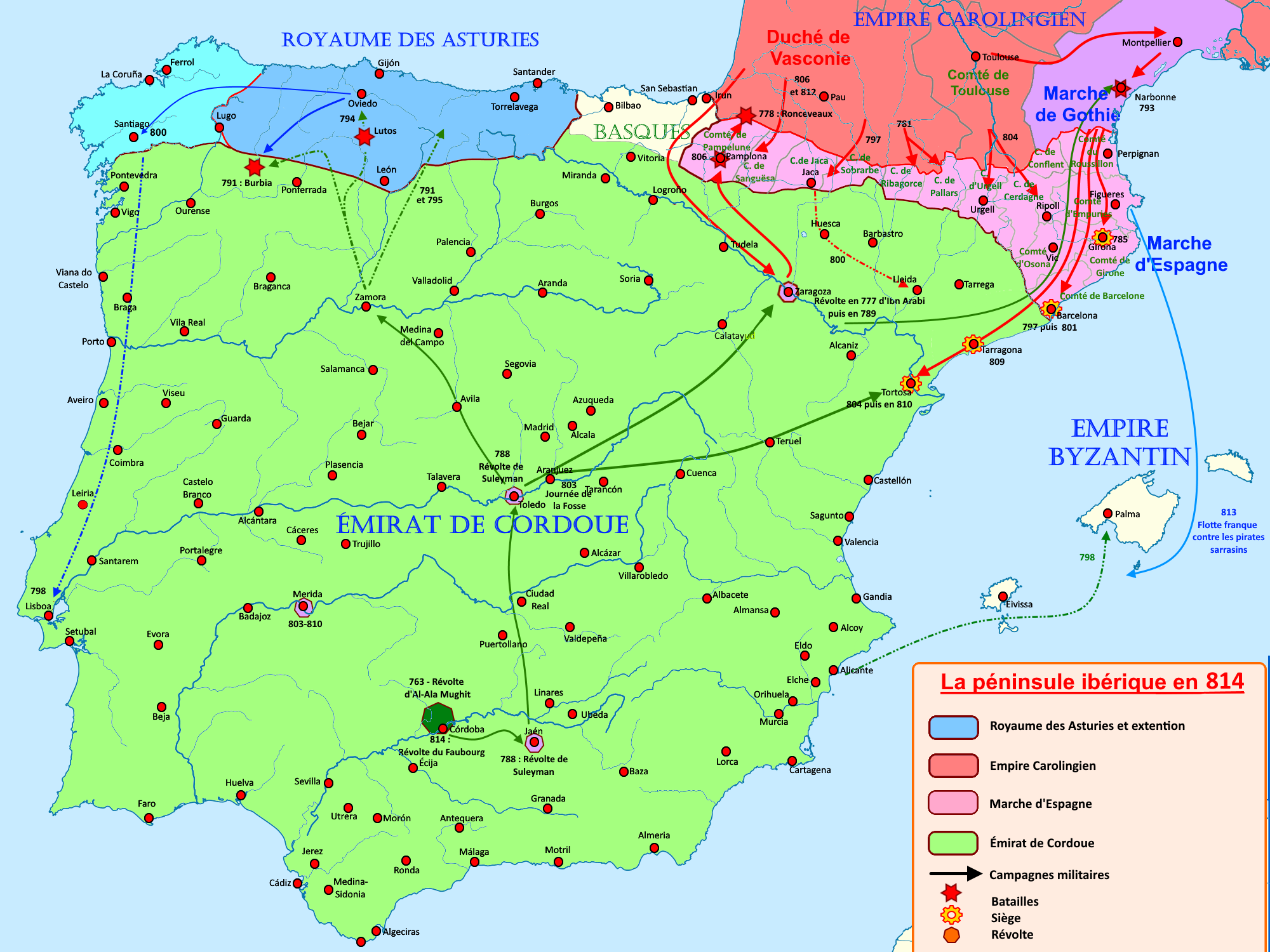
Carte de la péninsule ibérique en 814 avec les campagnes de Charlemagne et la création de la marche d'Espagne.